# .int
.int je generická doména nejvyššího řádu. Podle pravidel agentury IANA je možné registrovat jen domény pro účely mezinárodních a nevládních organizací.

## Příklady organizací
Organizace, které mají doménu zaregistrovanou v .int:
- Severoatlantická aliance - http://www.nato.int
- Červený kříž - http://www.redcross.int/ Archivováno 12. 8. 2007 na Wayback Machine.
- Interpol - http://www.interpol.int/